# Апостол (фильм, 1997)
«Апостол» (англ. The Apostle) — драма 1997 года c Робертом Дювалем в главной роли, который также выступил режиссёром и сценаристом.

## Сюжет
Юлисс Дьюи — вполне успешный техасский харизматический проповедник, но в его жизни наступили тяжелые времена. Его любимая жена Джесси изменяет ему с молодым священником и собирается подавать на развод. Дьюи хочет сохранить семью и умоляет жену не разрушать их брак.
Встретившись с разлучником на бейсбольной площадке, где играли его дети, Юлисс срывается и бьет того бейсбольной битой по голове. От удара любовник Джесси впадает в кому, а после — умирает.
Юлиссу ничего не остается, как бежать из родного города. Он просит Бога дать ему шанс начать жизнь заново, отказывается от прежнего имени, назвав себя «Апостолом».
Остановившись в небольшом городке в Луизиане, герой устраивается на работу в автомастерскую, а после — восстанавливает богослужения в местной христианской общине. Попытка устроить личную жизнь с местной жительницей заканчивается неудачей — она замужем, но скрывала это от Дьюи.
Полиция находит Юлисса и арестовывает его. В тюрьме он продолжает проповедовать среди заключенных.

## В ролях
| Актёр             | Роль                               |
| ----------------- | ---------------------------------- |
| Роберт Дюваль     | Юлисс «Сонни» Дьюи — Апостол Е. Ф. |
| Фэрра Фосетт      | Джесси Дьюи                        |
| Билли Боб Торнтон | баламут                            |
| Билли Джо Шэйвер  | Джо                                |
| Джун Картер Кэш   | миссис Дьюи/Мама                   |
| Миранда Ричардсон | Тюзи                               |
| Уолтон Гоггинс    | Сэм                                |
| Тодд Аллен        | Хорэйс                             |
| Джон Бизли        | Пастор Чарльз Блэквелл             |
| Джеймс Гэммон     | брат Чарльз Блэквелл               |

## Награды и номинации
- 1998 — номинация на премию «Оскар» за лучшую мужскую роль (Роберт Дюваль)
- 1998 — премия «Спутник» за лучшую мужскую роль — драма (Роберт Дюваль)
- 1998 — три премии «Независимый дух»: лучший фильм (Роб Карлинер), лучший режиссёр (Роберт Дюваль), лучшая мужская роль (Роберт Дюваль), а также три номинации: лучшая женская роль второго плана (Фэрра Фосетт и Миранда Ричардсон), лучший сценарий (Роберт Дюваль)
- 1998 — номинация на премию Гильдии киноактёров США за лучшую мужскую роль (Роберт Дюваль)
- 1997 — специальная премия Национального совета кинокритиков США

## Отзыв
Роджер Эберт дал фильму четыре из четырёх звезд и назвал фильм «поучительным».